# Brachytria centralis
Brachytria centralis là một loài bọ cánh cứng trong họ Cerambycidae.